# Cembra
Cembra település Olaszországban, Trento megyében. Lakosainak száma 1821 fő (2015. február 18.). Cembra Albiano, Faver, Giovo, Lisignago, Lona–Lases, Salorno és Segonzano községekkel határos.

## Népesség
A település népességének változása:

| 2015 | 1 821 |